# Loch of Lowes
Loch of Lowes är en sjö i Storbritannien.   Den ligger i kommunen Perth and Kinross och riksdelen Skottland, i den norra delen av landet, 600 km norr om huvudstaden London. Loch of Lowes ligger 241 meter över havet. I omgivningarna runt Loch of Lowes växer i huvudsak blandskog.